# 諫早市立西諫早図書館
諫早市立西諫早図書館（いさはやしりつにしいさはやとしょかん）は、長崎県諫早市山川町にある公共図書館。

## 歴史

### 年表
- 1978年（昭和53年）10月 - 諫早市山川町1番地3の地区センター内に完成した西諫早公民館内に図書室が設置される。「西諫早公民館図書室」
- 1981年（昭和56年）12月 - 諫早市立図書館から児童図書700冊が配本される。
- 1982年（昭和57年）4月 - 西諫早こどもの本を楽しむ会「ぐるんぱ」（ボランティア）の協力により週1回の図書貸出を開始。
- 1991年（平成3年）- 公民館図書室としての貸出を開始。
- 1993年（平成5年）4月 - 「諫早市立図書館西諫早分館」に昇格。オンラインが開通。
- 1995年（平成7年）- 改装。
- 2001年（平成13年）3月 - 「諫早市立西諫早図書館」と改称。
- 2006年（平成18年）
  - 1月 - 諫早市立図書館・図書室全館のシステムを統合完了。図書集配を開始。
  - 4月 - インターネット予約、モバイル検索・予約を開始。
- 2012年（平成24年）4月 - 館長に関して専任館長から諫早図書館長による兼務に変更。

## 施設
- 1階
  - 一般図書部門（一般図書の書架、読書スペース）
  - ブラウジングコーナー（新聞、雑誌の閲覧スペース）
  - AVコーナー（ビデオの視聴ができるスペース）
  - たたみコーナー（くつろいで読書ができるスペース）
  - ふれあいの部屋（会議などできるスペース）

- 2階
  - 児童図書部門（幼児から小学生をおもな対象とする図書、読書スペース）
  - 青少年コーナー（中・高校生をおもな対象とする図書、読書スペース）
  - 郷土コーナー（県内の郷土資料を収集・配架しているスペース）
  - おはなしのへや（絵本の読み聞かせのスペース）

## サービス
開館時間 火曜～金曜は10:00～18:00（土曜と日曜は17:00まで）
休館日
- 毎週月曜日
- 国民の祝日（月曜日と重なると翌日も休館）
- 年末年始
- 月末図書整理日（休館日と重なると翌日も休館）
- 特別整理期間

利用者
図書の貸出等には図書館利用者カードの発行を受けることが必要である。
- 図書館利用者カードを発行できる者
  - 諫早市内在住者
  - 諫早市内への通勤・通学者

## アクセス
最寄りの鉄道駅
- JR九州 長崎本線 「西諫早駅」から徒歩10分

最寄りのバス停
- 長崎県営バス「地区センター前」から徒歩1分

## 周辺
- 西諫早郵便局
- 諫早市立真崎小学校
- 諫早市立西諫早小学校
- 諫早市立西諫早中学校

## 参考資料
- 「平成27年度諫早市立図書館要覧」 (PDF)  - 諫早市

## 関連事項
- 長崎県の図書館一覧